# Zawaya
Los zawaya son tribus del sur del Sáhara que tradicionalmente han seguido un modo de vida profundamente religioso. Aceptaron una posición subordinada a las tribus guerreras, ya fueran árabes o bereberes, poco interesadas en el Islam.  Los zawaya introdujeron las hermandades sufíes entre las poblaciones negras del sur del Sáhara.  Los movimientos de yihads de los fulani en los siglos XVIII y XIX tienen su origen en los zawaya.  En la actualidad, son una de las dos castas nobles de Mauritania.

## Antecedentes
Los zawaya  Las tribus zawaya eran nómadas, de las tierras áridas al norte y al este del río Senegal en África Occidental, pero seguían las enseñanzas que emanaban de los centros sufíes.
Sus creencias religiosas se remontan posiblemente al movimiento almorávide del siglo XI, aunque su actitud generalmente más pasiva contrasta con la de los militantes almorávides.  Daban gran importancia a la enseñanza de las ciencias religiosas islámicas y a la recitación del Corán.
Los zawaya intentaban evitar el conflicto con los grupos guerreros más fuertes renunciando a las armas y pagando tributo.
En el oeste, los zawaya eran de origen bereber, mientras que después del siglo XV las tribus guerreras eran árabes.  En el centro, ocurría lo contrario.
Los zawaya eran árabes, mientras que las tribus bereberes o tuareg ostentaban el poder militar y político. Los zawaya, con su estilo de vida basado en el pastoreo, la oración y el estudio, eran tratados con cierto desprecio por los grupos más fuertes, pero mezclado con respeto.. Se contaba una historia del jurista del siglo XVI de Tombuctú, Al-Muṣallī, llamado así porque rezaba en la mezquita muy a menudo. Era un zawaya del oeste y asiduo asistente al círculo de enseñanza del jurista Maḥmūd, nieto de Anda Ag-Muhammad por línea femenina.  
Al-Muṣallī resolvió pedir la mano de la hija de Maḥmūd en matrimonio. Antes de que pudiera hacer su propuesta, Maḥmūd la rechazó cortésmente, diciendo que «las bandadas de aves de una pluma vuelan juntos».
La separación de las tribus de esta región en tribus guerreras y zawaya se había producido probablemente antes del siglo XV.
Para entonces, algunos de los zawaya se desplazaban hacia el sur para evitar las incursiones de las tribus guerreras, arriesgándose a entrar en conflicto con las poblaciones sedentarias de Chemama, Gorgol y Tagant. Durante el siglo XV los hasaníes los nómadas árabes comenzaron a penetrar en la región. Los gobernantes hasaníes impusieron fuertes tributos a los zawaya, pero no les dieron una protección eficaz contra sus enemigos.
Aunque subordinados a los guerreros hasaníes, los zawaya se consideraban por encima de otros bereberes. Estos, a su vez, se consideraban por encima de los herreros, de los que se decía que eran de origen judío, y de los de los pueblos mestizos.

## Rebelión de 1673
A finales del siglo XVII, Awbek Ashfaga, de la tribu Banū Daymān, que más tarde se haría llamar Nāșir al-Din ("protector de la fe"), se erigió en líder de las tribus zawaya en la resistencia contra los hasaníes. Era muy respetado por su erudición, pureza de vida y capacidad curativa. Su objetivo era establecer una sociedad islámica ideal basada en la organización original de los primeros califas, en la que se ignoraran las diferencias étnicas y tribales. Nāșir al-Din exigió a los zawayasestricta obediencia a su autoridad. Se propuso crear una administración segura y estable en el sur del Sáhara, dirigida por él mismo, su visir y cuatro cadíes.  Para ello derrotaría a los guerreros que no siguieran los principios islámicos y que perjudicaran a los fieles, y establecería un Estado teocrático que se elevara por encima de las divisiones tribales y siguiera los mandatos de Alá.
En lugar de atacar inmediatamente a los hasaníes, en 1673 Nāșir al-Din lanzó su yihad con una invasión a través del río Senegal hacia los estados Futa Toro y Wólof. Esto le daría el control del comercio de la goma arábiga con los franceses en Senegal, una fuente de ingresos para su nuevo Estado. A continuación, impuso el impuesto legal azaque a las tribus tributarias del norte de Senegal. Cuando una de estas tribus pidió ayuda a los hasaníes, estalló la guerra. Nāșir al-Din contó con el apoyo de la mayoría de los zawaya, aunque no de todos, si bien algunos discutieron su autoridad para imponer el azaque y no le prestaron ayuda. Hubo al menos tres batallas, en cada una de las cuales los zawaya derrotaron a los hasaníes. Sin embargo, en la última batalla, que probablemente tuvo lugar en agosto de 1674, murieron Nāșir al-Din y muchos de su entorno inmediato.
Los zawaya eligieron a Sīdī al-Fāḍil como sucesor de Nāșir al-Din, que tomó el nombre de Al-Amīn. Él estaba dispuesto a hacer las paces con los hasaníes, y estos estaban dispuestos a aceptar su autoridad religiosa pero no su derecho a recaudar el azaque. La mayoría de los zawaya se opusieron a la paz y depusieron a Al-Amīn, sustituyéndolo por 'Uthmān, antiguo visir y amigo íntimo de Nāșir al-Din. 'Uthmān adoptó una postura agresiva contra los hasaníes y volvió a intentar imponer la recaudación del azaque. Sus recaudadores de impuestos fueron masacrados por un jefe Trarza que había acudido en ayuda de las tribus más débiles, y 'Uthmān fue asesinado en batalla por los wólof. Sus sucesores fueron derrotados decisivamente por los hasaníes.

## Historia posterior
Tras esta derrota, los zawaya perdieron todo poder temporal y volvieron a ser estrictamente tributarios de los hasaníes, y fueron repartidos entre los grupos hasaníes.
Tuvieron que proporcionar leche de sus rebaños a los guerreros hasaníes y proporcionarles monturas. Tenían que dejar que los hasaníes cogieran el primer cubo de agua de sus pozos, y tenían que alimentar y dar cobijo a las mujeres hasaníes en tiempos de necesidad. Esto parece haber sido una vuelta a su condición anterior al inicio de la revuelta.
Muchos de los zawaya continuaron sus estudios religiosos después de la pubertad, mientras que otros se dedicaron al comercio, la agricultura, la ganadería o al alquiler de su mano de obra cuando el trabajo estaba en consonancia con sus prácticas religiosas. Los zawaya estuvieron obligados a educar a los hijos de los hasaníes.
Aunque sometidos a los hasaníes, su influencia religiosa sobre sus amos árabes creció.
La estructura económica y política de la región cambió a medida que aumentaba el contacto con los europeos. Los esclavos se utilizaban cada vez más para extraer sal y cultivar las cosechas de los oasis como mercancía comercial. Los franceses siguieron expandiendo el comercio de la goma arábiga, sobre todo a partir de 1815. Esto supuso una mayor prosperidad para los hasaníesi de Ida Aish, que controlaban el comercio con Bakel en el río Senegal, y se llevaron parte de los beneficios que los zawaya habían obtenido tradicionalmente de la recolección y venta de la goma arábiga. 
Sin embargo, un líder religioso consiguió establecer un mercado alternativo de la goma en Medina, más río arriba, compitiendo con los hasaníes.
Tanto los zawaya como los hassāni se enriquecieron con los esclavos y los bienes materiales, pero se produjo un cambio en el equilibrio de poder al atraer más estudiantes y clientes a los zawaya, que también adquirieron mejores armas. El ascenso de los zawaya como mercaderes coincidió con el aumento de la demanda de instrucción religiosa. La distinción entre zawaya y hasaníes también empezó a difuminarse, ya que cada grupo se dedicaba a las ocupaciones tradicionales del otro. En la Mauritania moderna, tanto los zawaya como los hasasaníes son considerados castas nobles y dominan la política del país.

## Influencia más amplia
Los zawaya introdujeron a los africanos subsaharianos en las dos principales hermandades sufíes.
Muhammed al-Hafiz (1759/60-1830) y los suyos transmitieron la Tijaniyyah, mientras que la Kunta, incluidos los eruditos Shaykh Mukhtar al-Kunti (1729-1811) y su hijo Sidi Muhammad, transmitieron la Qadiriyya.
Hay constancia de que los zawaya se trasladaron a las tierras al sur de Senegal en el siglo XVII, donde hicieron proselitismo y se casaron con la población local.
Nāșir al-Din había obtenido el apoyo del clan religioso Torodbe de Futa Toro en su lucha. 
Tras la derrota de 1674, algunos de los Torodbe emigraron al sur, a Bundu, y otros continuaron hacia Futa Yallon.
Los torodbe, parientes de los fulani de la Futa Yallon, influyeron en ellos para que abrazaran una forma más militante del Islam.
En 1726 o 1727, los fulbe iniciaron su exitosa  yihad en Futa Yallon.
Más tarde, los fulani establecerían Estados islámicos en Futa Toro (1776), Sokoto (1808) y Masina (1818).
A finales del siglo XIX, se hace referencia a los zawaya en una carta del líder del Estado musulmán del Reino de Jimma en Etiopía, Abba Jifar II, al rebelde hadiya Hassan Enjamo.
Los kunta se hicieron especialmente influyentes en el siglo XVIII. Muchos de ellos se trasladaron al este, a la región al norte de Tombuctú, y se convirtieron en comerciantes de sal. Adoptaron las enseñanzas del religioso del siglo XV Muhammad al-Maghili, del que se dice que fue el primero en introducir la Qadiriyya en el oeste de Sudán. Los kunta tuvieron varios religiosos importantes, de los cuales Sidi Mukhtar fue el más influyente. Sidi Mukhtar se convirtió en el líder de una coalición tuareg dominada por los kunta que controlaba la curva del Níger y sus alrededores. También se le atribuye la autoría de más de 300 tratados. Su patrocinio de las tariqas sufíes proselitistas, en particular la orden Qadiriyya, hizo que el Islam dejara de ser la religión privada de los comerciantes saharauis y comenzara a extenderse de forma constante entre las poblaciones negras del Sahel y más al sur.
Muchas bibliotecas y colecciones de escritos islámicos de África Occidental incluyen obras de autores zawaya. La mayoría de estos escritos están en árabe. En la actualidad, los zawaya siguen siendo muy solicitados como profesores de Corán en las escuelas islámicas de África Occidental.